# خرشوف عديم الساق
خرشوف عديم الساق (الاسم العلمي:Cynara acaulis) هو نوع غير مؤكد من النباتات يتبع جنس الخرشوف من الفصيلة النجمية.